# Arthur Rowe (calciatore)
Arthur Sydney Rowe (Tottenham, 1º settembre 1906 – Wallington, 5 novembre 1993) è stato un calciatore e allenatore di calcio inglese, di ruolo difensore.

## Carriera

### Giocatore

#### Club
Nato a Tottenham, inizia la sua carriera dilettantistica tra le file del Northfleet United e del Cheshunt, prima di approdare al Tottenham nel 1929 dopo anni di giovanili. Ha militato negli Spurs per otto stagioni consecutive, facendo il suo debutto nel 1931. Dopo aver totalizzato 201 apparizioni ufficiali tra tutte le competizioni, fu costretto al ritiro nel 1939 dopo un infortunio alla cartilagine.

#### Nazionale
Ha giocato una partita con la nazionale inglese.

### Allenatore
Dopo essersi ritirato dalle attività agonistiche, accettò un'offerta di lavoro dall'Ungheria ma venne fermato subito dopo a causa dello scoppio della Seconda guerra mondiale. Nonostante ciò, decise di ritornare in Gran Bretagna e di arruolarsi nell'esercito con il ruolo di istruttore fisico. Successivamente, firmò un contratto per il Chelmsford City nel 1945 assumendo il ruolo di tecnico-segretario.
Nel 1949 venne chiamato dal Tottenham intento ad affidargli la carica manageriale della squadra: con lui alla guida il club riuscì a vincere il campionato di Second Division 1949-1950, e successivamente riuscì nell'impresa di vincere anche il campionato di First Division. Questi titoli sono dovuti anche alle tattiche ingegnose studiate proprio da Rowe, che decise di adattare un calcio pieno di uno-due. Tuttavia, Rowe fu costretto a dimettersi nel 1955 a causa di problemi di salute.
Dopo aver lasciato la guida tecnica del Tottenham, approdò sulla panchina del Crystal Palace come assistente del tecnico George Smith nel novembre 1958, venendo promosso a tecnico in seguito alle dimissioni di Smith nel 1960: quello stesso anno, riuscì a portare la squadra in Third Division. Dopo che il club riuscì ad assicurarsi la salvezza, la stagione successiva inizierà con un notevole peggioramento dovuto a causa del momentaneo allontanamento di Rowe per problemi salutari. Annuncerà le proprie dimissioni nel 1962, venendo sostituito dal vice allenatore Dick Graham. Rowe ebbe anche un ritorno sulla panchina del Palace nelle vesti di collaboratore, e quando Graham venne esonerato toccò a lui il ruolo di tecnico ad interim. Dopo che Bert Head venne nominato nuovo allenatore, Rowe decise comunque di rimanere al Palace ma nelle vesti di responsabile scouting. Dopo un paio di anni, nel 1972 decise di ritornare a sedersi su una panchina, divenendo il nuovo assistente tecnico del Leyton Orient.
Rowe è deceduto il 5 novembre 1993 all'età di 87 anni.

## Palmarès

### Allenatore
- Campionato inglese: 1

Tottenham: 1950-1951
- Second Division: 1

Tottenham: 1949-1950
- Community Shield: 1

Tottenham: 1951